# ماركو أراتور
ماركو أراتور (4 يونيو 1991 ببازل في سويسرا - ) هو لاعب كرة قدم سويسري في مركز الوسط. شارك مع منتخب سويسرا تحت 16 سنة لكرة القدم ‏ ومنتخب سويسرا تحت 17 سنة لكرة القدم ومنتخب سويسرا تحت 18 سنة لكرة القدم ومنتخب سويسرا تحت 19 سنة لكرة القدم ومنتخب سويسرا تحت 20 سنة لكرة القدم. أما مع النوادي، فقد لعب مع نادي آراو ونادي بازل ونادي ثون ونادي سانت غالن ونادي فينترتور.

## وصلات خارجية
- ماركو أراتور على موقع الاتحاد الأوربي (الإنجليزية)
- ماركو أراتور على موقع إي إس بي إن إف سي (الإنجليزية)
- ماركو أراتور على موقع قاعدة بيانات كرة القدم.إي يو (الإنجليزية)
- ماركو أراتور على موقع Soccerbase.com (لاعب) (الإنجليزية)
- ماركو أراتور على موقع Soccerway.com (الإنجليزية)
- ماركو أراتور على موقع عالم كرة القدم.نت (الإنجليزية)